# روغن لورنزو
روغن لورنزو (به انگلیسی: Lorenzo's Oil) یک فیلم درام آمریکایی محصول سال ۱۹۹۲ به کارگردانی و نویسندگی جرج میلر است. این فیلم بر اساس داستان واقعی آگوستو و مایکلا اودونه است، پدر و مادری که به دنبال درمانی برای آدرنولکودیستروفی پسرشان لورنزو هستند که منجر به تولید روغن لورنزو می‌شود. فیلم در پیتسبرگ، عمدتاً از سپتامبر ۱۹۹۱ تا فوریه ۱۹۹۲ فیلمبرداری شد. این فیلم در ۳۰ دسامبر ۱۹۹۲ در آمریکای شمالی اکران محدودی داشت و دو هفته بعد در ۱۵ ژانویه ۱۹۹۳ اکران عمومی شد. اگرچه این فیلم باکس آفیس ناامید کننده بود و در مقابل بودجه ۳۰ میلیون دلاری خود ۷٫۲ میلیون دلار فروش داشت، اما فیلم به‌طور کلی خوب بود. توسط منتقدان تحسین شد و دو نامزدی در شصت و پنجمین دوره جوایز اسکار به دست آورد.

## داستان
فیلم در مورد ابتلای لورنزو اودون پسر پنج ساله به بیماری آدرنولکودیستروفی است. بیماری نادر و لاعلاجی که از هر یک و نیم میلیون نفر تنها یک نفر را مبتلا می‌کند. پزشکان اعلام می‌کنند که او بیشتر از دو سال دیگر زنده نخواهد ماند اما اگوستو اودون پدرش که اقتصاددان بانک جهانی بود و مادرش میشله بدون هیچ دانش و تحصیلاتی در زمینه پزشکی با مشورت پزشکان مختلف و مطالعه و تحقیق مستمر درمانی را برای بیماری او پیدا می‌کنند. علت بیماری لورنزو نقص ژنتیکی آنزیمی بود که مسئول تجزیه اسیدهای چرب با زنجیره بلند اشباع‌نشده در بدن است و دارویی که پدر و مادر او کشف کردند از ترکیب دو نوع روغن خاص به نام‌های اولئیک اسید و اروسیک اسید ایجاد می‌شد. اگوستو اودون برای این دستاورد خود دکترای افتخاری از دانشگاه استیرلینگ گرفت و جرج میلر کارگردان استرالیایی این فیلم هم خود پزشک بوده‌است.

## بازخوردها
راجر ایبرت منتقد سینمایی در شیکاگو سان-تایمز با تحسین این فیلم نوشته که روغن لورنزو نشان می‌دهد که انسان‌ها در زمانی که لازم باشد تا چه میزان از خود شهامت و ابتکار نشان می‌دهند.